# Ичково
Ичко́во — деревня в Холмогорском районе Архангельской области. Входит в состав Матигорского сельского поселения.

## Этимология
Согласно некоторым исследователям (Г. П. Смолицкая) название Ичково производят от Ика, Ик, сопоставляя с финно-угорским joki — река.

## География
Ичково находится на правом берегу Северной Двины, напротив деревни Пятково. К северу от Ичково находится деревня Заручевье. Южнее Ичково в Северную Двину впадает речка Хепалка. Близ Ичково в пойме Северной Двины находятся озёра-старицы Ленное и Колода.

## История
С 2004 по 2015 год деревня входила в состав муниципального образования «Копачёвское».
Законом Архангельской области от 28 мая 2015 года № 290-17-ОЗ было упразднено муниципальное образование «Копачёвское», а деревня вошла в состав Матигорского сельского поселения.

## Население
| 2002 | 2009 | 2010 | 2012 |
| ---- | ---- | ---- | ---- |
| 263  | ↘256 | ↘197 | ↗228 |

В 2002 году в Ичково было 261 человек (русские — 98 %).

## Экономика
Раньше племзавод «Новая жизнь» успешно разводил холмогорскую породу коров. Ныне положение удручающее. Предприятие было варварски уничтожено собственником в 2010 году. Областными властями планировался перевод хозяйства на выращивание картофеля.

## Известные люди
В деревне родился Герой Социалистического Труда Андрей Петрович Вашуков.